# Mattiel
Mattiel ist eine Band aus Atlanta, die von Mattiel Brown angeführt und von Jonah Swilley produziert wird. Mattiel hat drei Alben veröffentlicht: Mattiel im Jahr 2017, Satis Factory im Jahr 2019 und Georgia Gothic im März 2022. Alle Veröffentlichungen erschienen auf dem britischen Plattenlabel Heavenly Recordings in Großbritannien und Europa und auf ATO Records für die USA (mit Ausnahme von Mattiel, das von Burger Records in den USA veröffentlicht wurde).
Die Band wurde von Jack White unterstützt, der sie auf Arena-Shows in den USA mitnahm.

## Stil und Rezeption
Der Rolling Stone verglich Browns „herrlich sehnsuchtsvollen, vollstimmigen Altbereich“ mit Nico. NPR Music hingegen schrieb: „Mattiels Musik hat etwas entzückend Einzigartiges, eine Prise Garagenrock, ein Hauch Psychedelia, etwas galoppierender Honky-Tonk und an der Spitze Mattiel Browns kraftvoller und durchsetzungsfähiger Gesang.“
Das zweite Album Satis Factory erhielt Vier-Sterne-Rezensionen von The Guardian, Q, Mojo, DIY, Uncut und The Times und wurde von BBC Radio 1 zum Album des Wochenendes gekürt. Mattiel wurde auch vom Radiosender WXPN als Künstlerin des Monats aufgeführt.

## Diskografie

### Studioalben
- 2017: Mattiel
- 2019: Satis Factory
- 2022: Georgia Gothic[4]

### EPs
- 2020: Double Cover
- 2021: Those Words